# Ralph Steadman
Pour les articles homonymes, voir Steadman.
Ralph Steadman (né le 15 mai 1936 à Wallasey) est un illustrateur, dessinateur de presse et caricaturiste britannique, principalement connu pour ses illustrations d'articles et de livres d'Hunter S. Thompson.

## Biographie et carrière
Ralph Steadman est né à Wallasey dans le Cheshire, et a grandi à Towyn (en) au Pays de Galles.
Entré en 1952 en qualité d'apprenti chez le constructeur d'avions Havilland, Ralph Steadman apprend dans l'atelier de dessin de cette compagnie à tirer les lignes droites qui dans nombre de ses œuvres contrasteront avec une exceptionnelle liberté de trait. Il travaille ensuite dans une agence de publicité, puis entre dans un groupe de presse.
En 1958, il fournit son premier dessin à Punch, puis collabore à une nouvelle publication : Private Eye. Il travaille également comme illustrateur indépendant pour Daily Telegraph, The New York Times et Rolling Stone dans les années soixante.
Au cours de l'année 1970, il se rend aux États-Unis, où il réalise une série de dessins qui l'aident, selon ses propres termes, « à se retrouver ». Ce séjour l'amènera à publier deux séries de dessins : Fear and Loathing in Las Vegas et Fear and Loathing on the Campaign Trail '72. Steadman a longtemps poursuivi sa collaboration avec le journaliste et écrivain Hunter S. Thompson, fournissant de nombreuses illustrations à ses articles et à ses livres. La plupart des travaux de Steadman sont indissociables du style Gonzo avec un Raoul Duke en caricature d'Hunter S. Thompson : bob, chemises hawaïennes, porte-cigarettes et lunettes d'aviateur.
En 1974, il part pour l'Australie à la demande de Radio Times Magazine pour y suivre des matchs de cricket. Ce travail lui fait découvrir que ce jeu en apparence anodin est chargé de violence, et il rattache certaines de ses phases à un rituel de mort.
C'est dans l'illustration que Steadman donne sa pleine mesure. Alice au pays des merveilles et À travers le miroir lui servent de terrain d'expérimentation (1967). Dans les illustrations de ces œuvres qui font partie de la mémoire collective de l'Angleterre, Steadman réactualise sans la trahir l'inspiration de Lewis Carroll en insistant plus particulièrement sur ce qui, dans ces récits, relève de la métaphore de la vie sociale et des rapports de forces qui la règlent.
Artiste reconnu dans le monde entier, il a reçu de nombreuses récompenses pour son travail graphique, comme le prix Milton Caniff de la National Cartoonists Society américaine en 2007. Il a aussi contribué au programme de BirdLife International pour la prévention de l'extinction des espèces, avec une image de l'Ibis chauve.
En 2001, il reçoit une Mention du Prix BolognaRagazzi, à la Foire du livre de jeunesse de Bologne, pour l'ouvrage jeunesse Little.com, traduit en français sous le titre Petit.com.

## Œuvres
- The Little Red Computer, 1968
- Two Donkeys and a Bridge, 1972
- Fear and Loathing in Las Vegas, 1973 (de Hunter S. Thompson)
- America, 1974
- Emergency Mouse, 1978 (de Bernard Stone)
- The Curse of Lono, 1980 (de Hunter S. Thompson)
- Inspector Mouse, 1980 (de Bernard Stone)
- I Leonardo, 1983 (sur Léonard de Vinci)
- Quasimodo Mouse, 1984 (de Bernard Stone)
- Treasure Island, 1985 (de Robert Louis Stevenson)
- That's My Dad, 1986
- The Complete Alice, 1986 (À travers le miroir et La Chasse au Snark, de Lewis Carroll)
- No Room to Swing a Cat, 1989
- Near the Bone, 1990
- Sigmund Freud par Ralph Steadman, Aubier Montaigne, 1990.
- The Grapes of Ralph. Wine according to Ralph Steadman, 1992
- Still Life with Bottle. Whisky according to Ralph Steadman, 1994
- Teddy! Where Are You?, 1995
- Animal Farm, 1995 (de George Orwell)
- The Poor Mouth (Dalkey Archive Press), 1996
- Gonzo. The art of Ralph Steadman, 1998
- Little.com, traduit sous le titre Petit.com, Seuil Jeunesse, 2000
- Doodaaa. The Balletic Art of Gavin Twinge. A Novel, Bloomsbury Publishing, Londres 2003
- The Joke's over, 2006
- Psychogeography (2007) (écrit par Will Self)
- Garibaldi's Biscuits (2008)
- Huncho Jack Jack Huncho, album cover (2018)

### Documentation
- (en) Gary Groth, « Beyond Gonzo: Ralph Steadman's Troubled but Fruitful 30-Year Collaboration with Hunter S. Thompson », dans The Comics Journal n°291, Fantagraphics, juillet 2008, p. 98-127.